# Madison (banda)
MADISON es una banda de rock alternativo peruana, formada en el año 2010. Sus actuales integrantes son Luis Alonso Leiva (voz/guitarra), Ahmed Farach (batería) y Jano Ojeda (guitarra). Es conocida por haber ganado el concurso 'Bandas de Garage' de Studio 92 del Grupo RPP en el año 2010.

## Historia

### 2010: Inicios y Bandas de Garage de Studio 92
La banda se formó a comienzos del año 2010 de la mano del productor Mario Melgar de Starfactory. En julio de ese mismo año, se dieron a conocer ganando el concurso 'Bandas de Garage' de Studio 92, radioemisora del Grupo RPP, en donde participaron más de 500 bandas juveniles a nivel nacional. Para el mes de septiembre, estrenan a nivel nacional en el programa 'Caídos del Catre' conducido por Carlos Galdós en Studio 92, su primer sencillo llamado 'Ganas de amor', canción con la que participaron en el concurso.
Luego de lograr cierta acogida con el público juvenil, son invitados a tocar en diferentes festivales de universidades y colegios de Lima. Incluso son invitados para participar y componer el jingle del evento oficial por el día mundial de lucha contra el VIH, organizado por el Ministerio de Salud del Perú.
A finales de ese mismo año, realizan la grabación del videoclip de su primer sencillo con el director Gustavo de la Torre.

### 2011-2012: Videoclip en Mtv y Lanzamiento de EP
Luego de algunos cambios en la banda y salida de algunos integrantes, en el año 2011, el videoclip de 'Ganas de amor' comienza a rotar por todo Latinoamérica a través de Mtv Latinoamérica. Y es así que comienzan a aparecer en algunos programas de televisión y radio para promocionar el videoclip del sencillo. En el mes de julio de ese mismo año, son invitados por la radio Studio 92 a abrir el festival de 'Bandas de Garage 2011' junto a reconocidas bandas como Amén (banda), Líbido (banda), 6 Voltios, Jhovan Tomasevich.y la banda colombiana Don Tetto. 

En el año 2012 deciden lanzar su segundo sencillo llamado 'Sin razón' y comienzan a sonar nuevamente a nivel nacional por la radioemisora Studio 92 y son invitados para participar en el festival de 'Bandas de Garage 2012' donde le abrirían esta vez a Diego Dibós, y otra vez a Amén (banda) y Don Tetto frente a más de 5000 personas.  A fines de ese mismo año lanzan, de manera gratuita por su web oficial, su primer EP promocional con 4 canciones. Ese mismo año realizaron un videoclip no oficial para su segundo sencillo, estrenado en su canal oficial de Youtube y realizaron su primer concierto en Chiclayo junto a 6 Voltios.

### 2013-presente: Nueva etapa y Festival de la Juventud APDAYC
La banda sufre unos constantes cambios y luego de un breve receso entra Jano Ojeda como guitarrista a la formación del grupo y es así que queda como un trío. Luis Alonso pasa a tocar la 2.ª guitarra y voz y Ahmed se queda en la batería. A finales del 2013, las canciones de su EP comienzan a sonar en la miniserie 'Ciro, el ángel del Colca' transmitida por América Televisión. Al querer evolucionar su sonido, la banda entra a regrabar los temas de su primer EP y los temas que estarán en su primer disco. En febrero de 2015, la banda gana el premio a mejor composición por el tema 'Sin razón' en el Festival de la Juventud organizado por APDAYC, donde participaron más de 800 compositores a nivel nacional.

## Discografía

### EP
- Madison EP (2012)

### Sencillos
- Ganas de amor (2010)
- Sin razón (2011)

## Reconocimientos y méritos
- Premio a la mejor composición por el tema 'Sin razón' en el Festival de la Juventud APDAYC